# Cowra Shire
Cowra Shire är en kommun i Australien. Den ligger i delstaten New South Wales, i den sydöstra delen av landet, omkring 220 kilometer väster om delstatshuvudstaden Sydney. Antalet invånare var 12 460 vid folkräkningen 2016.
Följande samhällen finns i Cowra:
- Cowra
- Gooloogong